# Григоре Антипа
Григоре Антипа (на румънски: Grigore Antipa; 27 ноември 1867, Ботошани – 9 март 1944, Букурещ) е румънски биолог-дарвинист, зоолог, хидробиолог, океанолог и лимнолог. Основател на школата по хидробиология и ихтиология в Румъния. Антипа изучава фауната на делтата на Дунав и Черно море. Директор на природонаучния музей в Букурещ (1892 – 1944 г.). Член на Румънската академия (1910).

## Биография
Роден е в град Ботошани в семейството на адвокат. Рано губи родителите си, и с неговото възпитание се занимава леля му. Със съдействието на по-големия си брат Никола, Григоре получава стипендия и отива да учи в Германия, в университета в Йена. След дипломирането си, провежда научни изследвания във Франция, Италия, на Капри, където изучава структурата на рибите и медузите.
През 1892 г. Антипа оглавява катедрата по зоология и след това става директор на Букурещкия природонаучен музей. На този пост той работи до края на живота си. Смята се за първия изследовател, който модернизира диорамата, като подчертава триизмерния аспект и първи използва диорами в музейна среда.
Убеждавайки крал Карол I за необходимостта от проучване на Дунав и Черно море, Антипа тръгва през 1893 г. на експедиция на борда на броненосеца Елизабета. В продължение на 118 дни изследва Черно море, румънското крайбрежие и делтата на Дунав. Посещава Синоп, Истанбул, Одеса и Севастопол. По-късно Антипа излага хипотеза за произхода на делтата на Дунав, според която тази територия преди това е била лиман, отделен от морето от пясъчна крайбрежна коса. Според хипотезата му, Дунав преодолява косата и се разделя на шест ръкава.
През 1910 г. е избран за член на Румънската академия. През 1919 г. е сред основателите на CIESM (Международната комисия за научни изследвания на Средиземно море) в Мадрид. През 1932 г. основава Института за морски изследвания и развитие в град Констанца. През 1939 г. е приет за член на Леополдина.
През 1941 г. Антипа публикува първата част от фундаменталния си труд „Черно море: океанография, биономия и обща биология“. Не успява да завърши втората книга преди смъртта си.

## Памет
Името на Григоре Антипа носи Националният природонаучен музей в Букурещ, който той оглавява от 1892 до 1944. Портретът му е поставен върху банкнотата от 200 леи, серия 1991 – 1994 г.